# Liechtenstein op de Olympische Zomerspelen 2016
Liechtenstein nam deel aan de Olympische Zomerspelen 2016 in Rio de Janeiro, Brazilië. Tot de selectie behoorden drie atleten, actief in twee sporten. Het was de kleinste Europese ploeg actief op de Spelen, gevolgd door Andorra en San Marino (beide met vijf atleten). Ook Monaco zond drie sporters naar de Olympische Spelen.

## Deelnemers en resultaten
(m) = mannen, (v) = vrouwen 

### Tennis
| Olympiër       | Discipline    | Resultaat | Prestatie                             |
| -------------- | ------------- | --------- | ------------------------------------- |
| Stephanie Vogt | enkelspel (v) | 33e       | 1ste ronde: V van GBR Konta: 3–6, 1–6 |

### Zwemmen
| Olympiër        | Discipline          | Resultaat | Prestatie                |
| --------------- | ------------------- | --------- | ------------------------ |
| Christoph Meier | 400m wisselslag (m) | 22e       | serie 1: 1ste in 4.19,19 |
|                 |                     |           |                          |
| Julia Hassler   | 800m vrije slag (v) | 21e       | serie 1: 2de in 8.38,19  |